# Erik II. (Norwegen)

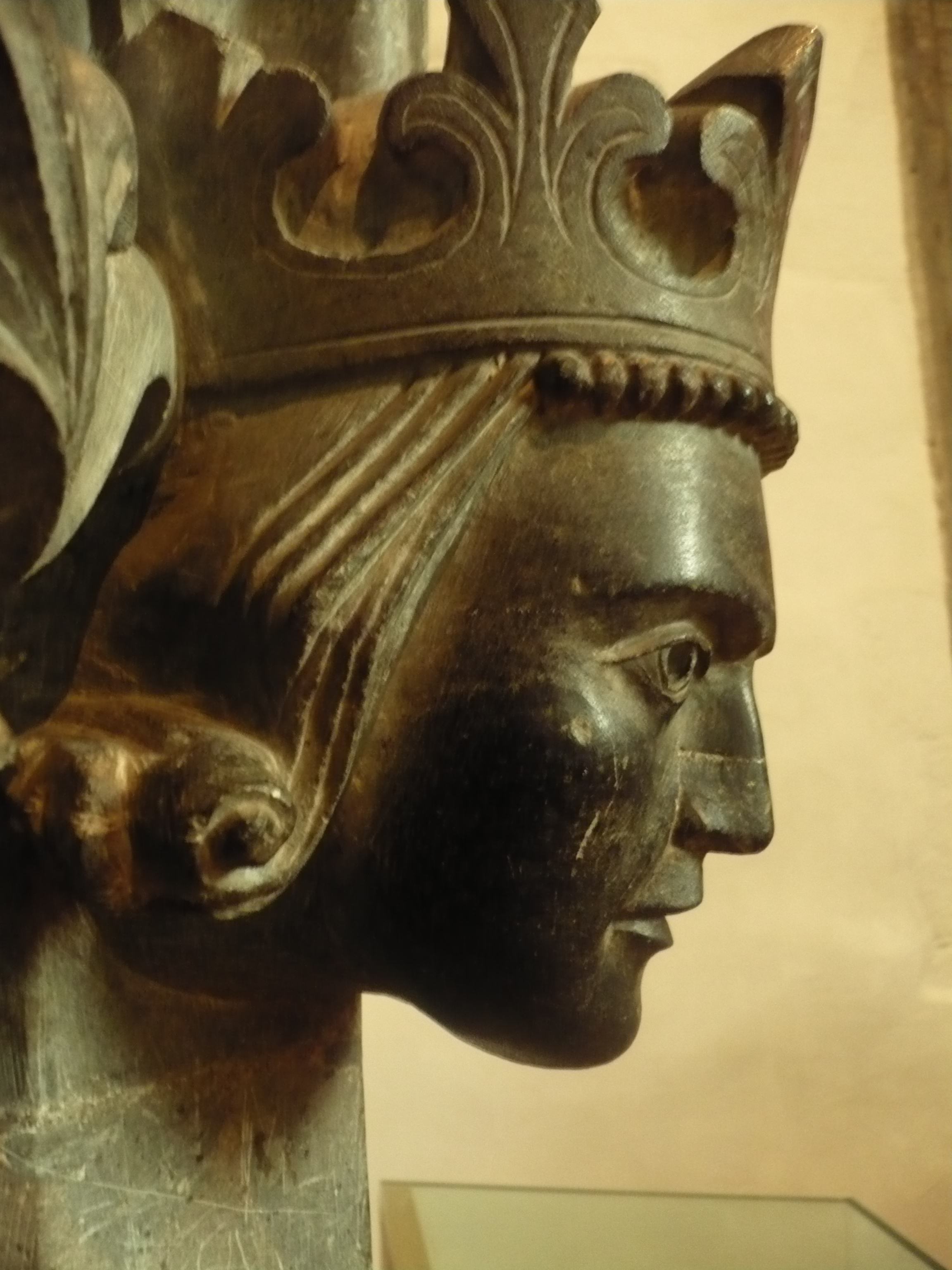
Bildnis von Erik Magnusson im Dom zu Stavanger.

Erik II. (Erik Magnusson) (* 1268; † 10. oder 13. Juli 1299 in Bergen) war 1280 bis 1299 König von Norwegen.

## Familie
Seine Eltern waren König Magnus VI. lagabætir (1238–1280) und dessen Frau Ingeborg Eriksdatter (1244–1287). In erster Ehe heiratete er 1281 Margrete Aleksandersdotter (1261–1283), in zweiter Ehe 1293 Isabella Bruce (1280–1358). Bei seiner Frau Margrete lernte er Französisch und Englisch. Er konnte auch Latein. Von seiner Frau Margrete bekam er die Tochter Margarete, Königin von Schottland, von seiner Frau Isabella die Tochter Ingebjørg.

## Der unmündige König
Auf dem Reichstag in Bergen im Sommer 1273 ernannte König Magnus lagabætir seinen älteren Sohn Erik zum Mitkönig und seinen jüngeren Sohn Håkon zum Herzog. Nach dem Tod seines Vaters 1280 wurde der zwölfjährige Erik am 2. Juli in der Christkirche in Bergen von Erzbischof Jon Raude und sieben weiteren Bischöfen gekrönt. Gleichzeitig fand eine Bischofssynode und ein Reichstag statt, auf dem eine Vormundschaftsregierung aus Baronen und Amtsträgern aus dem königlichen Gefolge für den noch minderjährigen König gebildet wurde. Aller Wahrscheinlichkeit nach gehörte auch die Königinwitwe diesem Gremium an, das erstmals in der norwegischen Geschichte ausdrücklich als „Königlicher Rat“ bezeichnet wurde. Auch nachdem der König 1282 mündig geworden war, lag der Schwerpunkt der Politik in diesem Gremium.

## Regentschaft
Zwei Schwerpunkte prägten die Regierungszeit Eriks: Die Kirchenpolitik und die Außenpolitik.

### Konflikt mit der Kirche
Die Spannungen zur Kirche traten schon in den Krönungsverhandlungen 1280 zu Tage. Der Streit drehte sich um die ökonomischen Privilegien der Kirche, um ihre Gerichtshoheit und ihre Gesetzgebungszuständigkeit für das Christenrecht. Dazu hatte es mit König Magnus lagabætir bereits Vereinbarungen gegeben. In seinem Krönungseid versprach Erik, die finanziellen und geistlichen Rechte der Kirche anzuerkennen. Aber unmittelbar nach der Krönung erließ die Vormundschaftsregierung eine umfangreiche Gesetzesänderung zu Lasten der Kirche. Erzbischof Jon Raude ließ daraufhin auf der gleichzeitigen Synode ein umfangreiches Statut beschließen, in dem er die kirchliche Gesetzgebungszuständigkeit in Kirchensachen festschrieb und jedem den Kirchenbann androhte, der in diese Rechte eingreifen sollte. Daraufhin wandten sich beide Parteien an den Papst. Gleichwohl blieben die Regierung und die Kirche im Gespräch, so dass zum Beispiel der Erzbischof und sieben weitere Bischöfe Erik und seine erste Frau Margrete 1281 in Bergen krönten. Doch die Konfrontation verschärfte sich, weil der Ratsmann Bjarne Erlingsson einen Tag nach der Abreise des Erzbischofs diesem das von Håkon Håkonsson gewährte Münzrecht entzog. Der Konflikt führte schließlich dazu, dass Erzbischof Jon im Spätsommer 1282 mit den Bischöfen von Oslo und Hamar nach Skara in Schweden ging, wo er im gleichen Jahr starb. Die Vormundschaftsregierung setzte konsequent und planmäßig ihre antikirchliche Politik auf den Tingversammlungen in den Landesteilen und durch Weisungen an die Juristen und Sysselmenn fort, wobei sie betonten, dass sie für die Einheit des Reiches und die Souveränität der Regierung kämpften und keine „geistlichen Großkaufleute“ (nessekonger) im Lande dulden wollten. Die Regierung strebte die Beschneidung der wirtschaftlichen Privilegien der Kirche an. Ebenso bekämpften sie die Einführung neuer Zehntabgaben durch die Kirche nach der Regelung von 1277 und die Ausweitung der bischöflichen Geldbußen nach der gleichen Regelung. Schließlich wurde der Verkauf von Silber an Geistliche und damit auch die Ausfuhr von Zahlungsmitteln an den Papst zur Unterstützung der Kämpfe im Heiligen Land verboten. Außerdem wurde die kirchliche Gerichtszuständigkeit beschnitten. Dazu setzten sie alle Ausgaben des Christenrechts aus der Zeit des Königs Magnus außer Kraft. Die Regierung wollte den Rechtsstatus der Kirche wieder auf den Stand zurückführen, den er vor den königlichen Privilegien in den 1270er Jahren gehabt hatte. Der Tod des Erzbischofs ließ den kirchlichen Widerstand zusammenbrechen, so dass der „Königliche Rat“ 1283 einen vorläufigen Vergleich diktieren konnte. In dieser Zeit grassierte in Norwegen eine Seuche, die viele, auch vornehme Männer dahinraffte. Es kamen Missernten und Hungersnot. Den König traf zudem das Unglück, dass er vom Pferd stürzte, mit dem Fuß am Steigbügel hängen blieb, über Stock und Stein geschleift wurde und nur knapp dem Tode entrann. Dies wurde allgemein als Strafe für die antikirchliche Politik angesehen. Aber erst um 1290 kam ein Vergleich von längerer Dauer zustande und schrieb das alte Christenrecht aus der Zeit vor 1277 für die Kirche fest. So verlor sie die Vorteile, die sie 1277 erworben hatte. Dieser hartnäckige Streit zwischen der weltlichen Macht und der Kirche führte später zu dem ungerechtfertigten Beinamen „prestehatter“ (Priesterhasser) für König Erik.

### Außenpolitik
Die Vormundschaftsregierung leitete auch einen Wechsel in der Außenpolitik ein. Man wandte sich von Magnus lagabætirs Friedenspolitik ab und verfolgte die mehr aggressive Linie, die Håkon Håkonsson 20 Jahre lang verfolgt hatte.

#### Konflikt mit der Hanse
Der Versuch, den deutschen Lokalhandel in Bergen einzuschränken, führte zu einem offenen Konflikt, dem sich der dänische König Erik V. Klipping anschloss. Die wendischen Städte mit Lübeck an der Spitze in der Ostsee sperrten den Öresund. Die Regierung sah sich 1285 zu einem Vergleich mit den Hanseaten über die Handelszonen gezwungen, um auf diese Weise Spielraum für die Fortsetzung der antidänischen Politik König Håkon Håkonssons zu gewinnen. Der Vergleich, der in Kalmar geschlossen wurde, kostete Norwegen 6.000 Mark Silber und führte zu einer völligen Gleichstellung der hansischen Kaufleute mit denen in Bergen. Nur das Verbot des Inlandhandels und der Handelsfahrt nördlich von Bergen blieb erhalten.

#### Krieg gegen Dänemark
Als König Erik V. Klipping 1286 ermordet wurde, wurde die dänische Adelsopposition des Mordes beschuldigt. Sie wurde aus Dänemark verbannt, verlor ihren Besitz und fand in Norwegen Zuflucht. Sie stellte sich der antidänischen Kriegspolitik zur Verfügung, um so wieder in ihre alten Positionen zurückkehren zu können. Ihr Anführer waren Graf Jacob von Halland und Stig Andersen Hvide d. Ä., der frühere Heerführer Erik Klippings. Er setzte sich auf der Insel Hjelm im Kattegat fest, und Graf Jacob errichtete in Nord-Halland die Festung Hunehals. Damit kontrollierten sie die Zufahrt in die Ostsee.
König Erik unternahm in den Jahren zwischen 1289 und 1295 vier große Kriegszüge gegen Dänemark. Hauptziel war die Gewinnung von militärischen Stützpunkten im Öresund und an der Küste von Halland. Eine besondere Rolle spielte dabei der norwegische Adlige Alv Erlingsson, der wahrscheinlich die hanseatische Blockade durch seine Kaperfahrten gegen hansische Schiffe provoziert hatte. Ein vorläufiger Vergleich von 1295 in Hindsgavel auf Fünen, 1298 erneuert, normalisierte die norwegisch-dänischen Verhältnisse einigermaßen. Die Verbannten wurden rehabilitiert, und König Erik erhielt die Nutzung der Güter seiner dänischen Mutter in Dänemark.

#### Die Politik gegenüber England und Schottland
Diese Entspannung gab der Regierung Handlungsspielraum nach Westen. Nachdem Magnus lagabætir die Shetlandinseln und die Insel Man im Frieden von Perth 1266 an schottischen König verkauft hatte, führte die Einstellung der Zahlungen aus Schottland nach 1270 zu Spannungen im norwegisch-schottischen Verhältnis. Die Ehe Eriks mit der schottischen Prinzessin Margrete sollte die Verhältnisse im Nordseegebiet verbessern, zumal die Prinzessin die ansehnliche Mitgift von 14.000 Mark Sterling, davon die eine Hälfte bar in vier Raten zwischen 1281 und 1284, die andere Hälfte durch die Einkünfte schottischer Güter, in die Ehe einbrachte. Wichtiger war aber die Bestimmung im Ehevertrag von 1281 in Roxburgh, dass die Kinder aus dieser Ehe volles Erbrecht auf den schottischen Thron erhalten sollten, wenn ihr Vater, Alexander III. ohne legitime Erben versterben sollte. Sollte König Erik bei Volljährigkeit den Vertrag nicht ratifizieren, war eine Vertragsstrafe von 100.000 Pfund Sterling, zahlbar in Berwick, sowie der Verlust der Orkneys vorgesehen. Sollte die schottische Seite den Vertrag nicht einhalten, waren 100.000 Pfund Sterling in Bergen zu zahlen. Dafür stellte Schottland die Insel Man als Sicherheit. Außerdem stellten beide Seiten Geiseln bis zur Volljährigkeit des Königs. Von norwegischer Seite waren darunter Vidkunn Erlingsson und sein Bruder Bjarne Erlingsson. Die Schotten stellten 12 Adlige.
Das geschah 1286. Das einzige Kind Eriks aus seiner Ehe war Margarete, die nun den schottischen Thron erben sollte. Im November 1289 kam die Zustimmung der schottischen Regierung. Gleichzeitig plante der englische König Eduard I. eine Ehe zwischen seinem Sohn und Thronfolger Prinz Eduard mit Margrete, die die englische Vorherrschaft in Schottland sichern sollte. Im Juli 1290 wurde der Ehevertrag zwischen Prinz Eduard und Margrete besiegelt. Im Herbst 1290 sollte die siebenjährige Margrete, nun Königin von Schottland, in ihr neues Reich fahren. Doch sie starb unterwegs auf den Orkneys.
Nach dem Tode Margretes versuchte König Erik, mit juristischen Argumenten den schottischen Thron für sich selbst zu beanspruchen. Doch dies gelang ihm nicht. Der Thron wurde 1292 John Balliol zuerkannt. Erik musste sich mit finanziellen Abfindungen begnügen, die die Mitgift für seine Frau und andere Ersatzleistungen betrafen. Richter in dieser Sache war der englische König Eduard I. Da er gegenüber John Balliol auch nicht die norwegischen Ansprüche unterstützte, verkomplizierten sich die Verhältnisse zwischen Norwegen und England. Bislang hatte der Friedensvertrag von 1269 zwischen England und Norwegen die Grundlage für die freundschaftliche norwegische Außenpolitik gegenüber England gebildet. Deshalb war es ein Bruch mit dieser Außenpolitik, als die norwegische Regierung durch Audun Hugleiksson im Herbst 1295 in Paris eine Allianz mit Englands Erzfeind Frankreich einging. Audun versprach König Philipp dem Schönen die militärische Unterstützung Norwegens in seinem Krieg gegen England in einem Umfang, der technisch gar nicht zu leisten war, für 30.000 Pfund Sterling, von denen er 6.000 Pfund als Anzahlung mitnahm. Die wichtigere Gegenleistung Frankreichs war, Druck auf den schottischen König auszuüben, die ausstehenden Zahlungen an Norwegen wieder aufzunehmen. Diese Allianz hatte gleichwohl keine tiefgreifenden Auswirkungen auf das norwegisch-englische Verhältnis, wenn es auch nicht mehr so eng wurde, wie früher. Zur Inanspruchnahme der norwegischen Hilfe kam es nicht, da der französisch-englische Krieg an Intensität verlor und 1297 durch einen Waffenstillstand beendet wurde.
Alles in allem war die Außenpolitik der norwegischen Regierung zur Zeit König Eriks nicht sehr erfolgreich. Die Zahlungen auf Grund des Kalmar-Friedens von 1285 und die Rüstungsausgaben belasteten den Staatshaushalt sehr.

### Innenpolitik
Trotz des reichlichen Quellenmaterials gibt es kaum Hinweise auf seine eigenen Regierungsziele. Er war gerade mal 12 Jahre alt, als er König wurde. Zwei Jahre später wurde er Vater, und Witwer wurde er mit 15 Jahren. Im gleichen Jahr 1283 fiel er vom Pferd, wurde dadurch teilweise behindert und in einem Grad kränklich, dass er sich offenbar öfter für längere Zeit aus dem politischen Tagesgeschäft heraushielt. Insgesamt war sein Heranwachsen geprägt von der Abhängigkeit von anderen, insbesondere dem „Königlichen Rat“. Seine intellektuellen Fähigkeiten reichten auch nicht dazu aus, dem „Königlichen Rat“ eine eigene Linie vorzugeben. Unter seiner Regierungszeit waren es hauptsächlich die Adligen im Reichsrat Audun Hugleiksson und Bjarne Erlingsson, die faktisch die Reichspolitik bestimmten. Aber der Rat legte Wert darauf, nicht in eigenem Namen, sondern im Namen des Königs zu handeln. Dies kam besonders deutlich zum Ausdruck, als Lodin Lepp 1281 nach Island entsandt wurde, um dort das Gesetzbuch Jónsbók annehmen zu lassen. Die Isländer wünschten einige Änderungen, die Lodin Lepp mit dem Hinweis auf die ausschließliche Gesetzgebungskompetenz des Königs abwies. Die bisherige Gesetzgebungszuständigkeit der Tingversammlung, hier des Althings, wurde für die Zukunft ausgeschaltet. Die Tingversammlung diente nur noch der Veröffentlichung der bereits beschlossenen Gesetze. Der König erließ die Gesetze unter Mitwirkung des königlichen Rats („med gode menns råd“). Die letzte Tingversammlung alten Stils fand 1302 bei der Annahme einer neuen Thronfolgeregelung statt.
In der norwegischen Volkstradition ist ein Gedicht „Kong Eirik og Hugaljod“ mit 34 Strophen überliefert, von dem der Großteil im 14. Jahrhundert entstanden sein soll und wahrscheinlich im Zusammenhang mit der Hochzeit König Eiriks mit Margrete entstanden ist.